# Pyrus spinosa
Pyrus spinosa är en rosväxtart som beskrevs av Forsk.. Pyrus spinosa ingår i släktet päronsläktet, och familjen rosväxter. Inga underarter finns listade i Catalogue of Life.
Trädet blir upp till 6 meter högt.
Utbredningsområdet sträcker sig över västra Turkiet, Kreta, södra och västra Balkanhalvön, södra Italien, Sardinien, Korsika, södra Frankrike och angränsande regioner av Spanien. Arten hittas i låglandet och i bergstrakter upp till 1000 meter över havet. Växten förekommer ofta vid vattendrag och den är vanlig i buskskogar samt vid kanten av ekskogar.
Populationens storlek och möjliga hot är inte kända men arten har en stor utbredning. IUCN listar Pyrus spinosa som livskraftig (LC).

## Bildgalleri

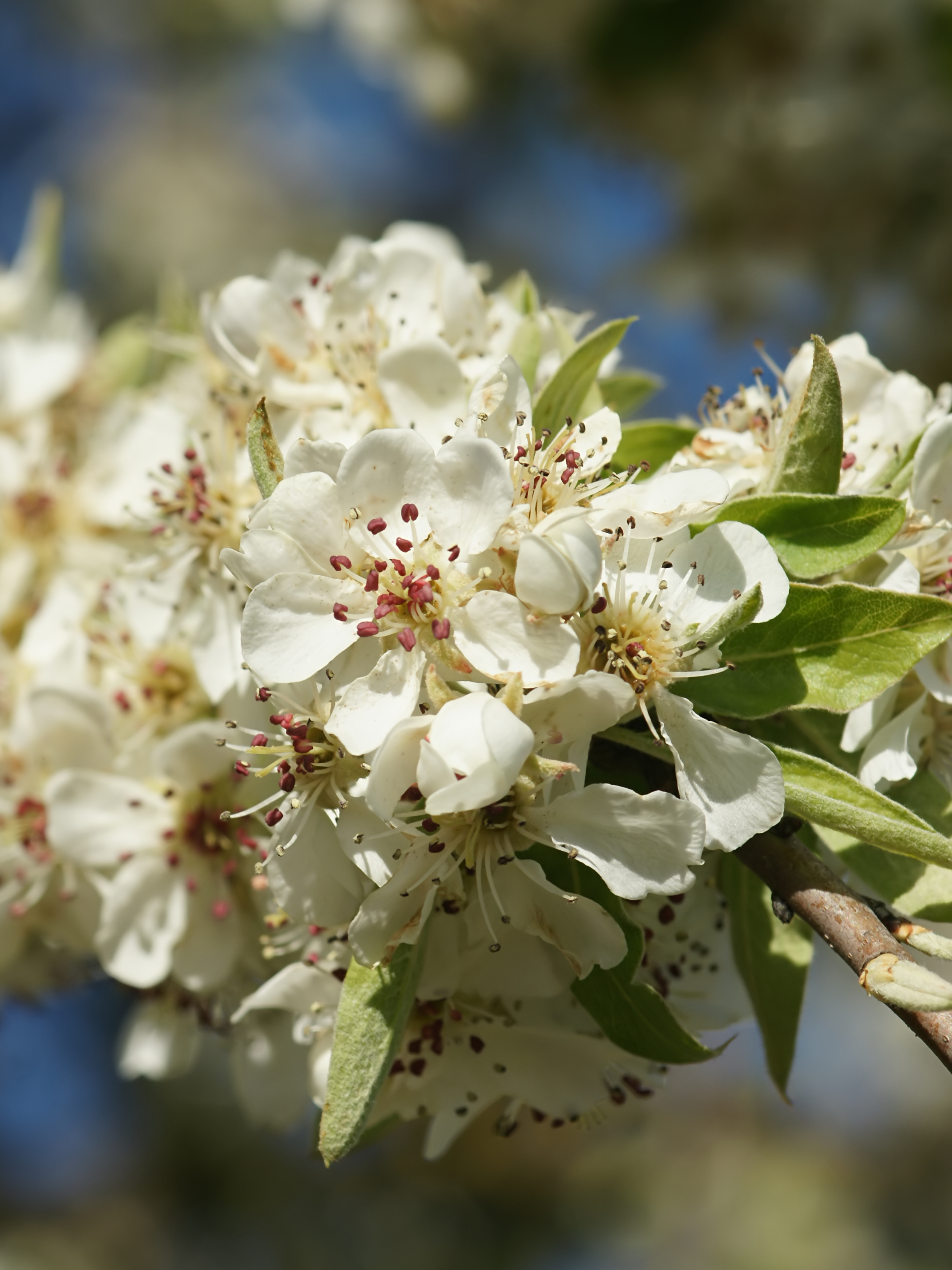
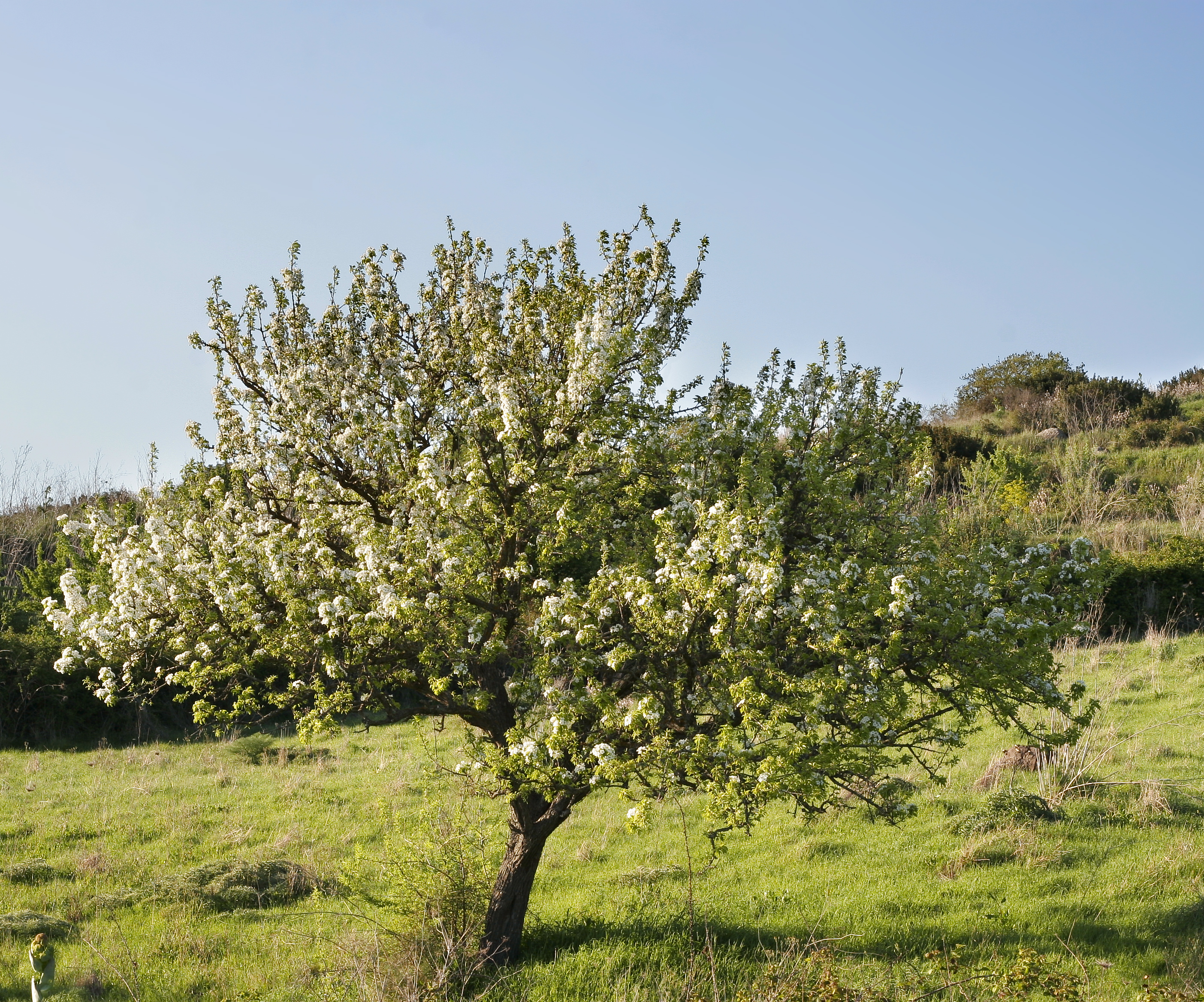